# Melanchroia fumosa
Melanchroia fumosa là một loài bướm đêm trong họ Geometridae.